# Makrel
Makrel eller atlantisk makrel (Scomber scombrus) er en fiskeart i makrelslægten. Det er en hurtigsvømmende fisk, der ofte optræder i store stimer. Den er udbredt fra Sortehavet og Middelhavet til Island og Nordnorge samt ved Nordamerikas østkyst. Den kan strejfe dybt ind i Østersøen. Der foregår et stort fiskeri efter makrel. På grund af overfiskeri i Nordsøen var der en brat nedgang i makrelbestanden omkring 1970.

## Levevis
Makrel er en pelagisk fisk, der lever i de øvre vandmasser. Om sommeren vandrer makrellen i store stimer til kystnære områder på jagt efter småfisk og mindre skaldyr som rejer. I koldere vande samles makrellen i store stimer nær havoverfladen.
Han- og hunmakrellen vokser nogenlunde lige hurtigt. De kan i danske farvande nå en længde på omkring 50 centimeter. Makrellen bliver kønsmoden, når den er cirka tre år gammel.

## Næringsindhold
Makrel har et meget højt indhold af B-vitaminer og omega-3-fedtsyrer og indeholder næsten det dobbelte sammenlignet med laks. Scomber scombrus-arten indeholder desuden meget færre mængder af tungmetaller end sine artsfæller, og ifølge EPA kan den spises mere end to gange ugentligt.